# Gymnoascaceae
Gymnoascaceae es una familia de hongos en Ascomycota, clase Eurotiomycetes.